# Chiến tranh biên giới Xô – Nhật
Chiến tranh biên giới Xô – Nhật hay còn gọi là Chiến tranh Nga – Nhật lần 2 là hàng loạt các cuộc xung đột biên giới giữa Liên Xô và Nhật Bản từ năm 1932 đến 1939. Rút kinh nghiệm từ thất bại trong chiến tranh Nga – Nhật lần đầu tiên (1904–1905), Liên Xô đã chủ động tiến đánh chậm rãi và hiệu quả. Nhật Bản, do quá mơ hồ khi tin rằng liên Xô sẽ thua trong cuộc chiến này lần nữa, đã không chủ động phòng thủ và bị tiêu diệt.
Sau khi chiếm đóng Mãn Châu và Triều Tiên, Nhật Bản chuyển mục đích chiến tranh của mình sang Liên Xô. Xung đột giữa Nhật Bản và Liên Xô thường xuyên xảy ra trên vùng biên giới thuộc Mãn Châu quốc.
Chiến tranh biên giới Xô – Nhật được biết đến như một khúc dạo đầu của cuộc chiến lớn nhất trong lịch sử nhân loại: Chiến tranh thế giới thứ hai. Nó có ý nghĩa tương đương với cuộc Nội chiến Tây Ban Nha (và một số cuộc xung đột khác) vì càng làm cho sự hình thành khối Đồng Minh và Trục tiến hành nhanh chóng.

## Chiến dịch hồ Khasan
Chiến dịch hồ Khasan (29 tháng 7 năm 1938 – 11 tháng 8 năm 1938) được biết tới với tên khác là Sự kiện Chương Cổ Phong ở Trung Quốc và Nhật Bản là một cuộc đột kích quân sự của lực lượng Nhật Bản tại Mãn Châu quốc vào lãnh thổ Liên Xô. Quân Nhật tổ chức cuộc tấn công này vì cho rằng người Liên Xô đã diễn giải sai hiệp định phân mốc biên giới trong Hiệp định Bắc Kinh được chính quyền Đế quốc Nga ký với triều đình nhà Thanh (và những thỏa thuận phụ khác về phân mốc biên giới), và họ còn cho rằng những cột mốc phân định ranh giới đã bị xâm phạm. Kết quả là mặc dù quân Nhật nhận được bài học đích đáng, nhưng những thiệt hại mà họ gây ra cho quân đội Liên Xô đã thôi thúc họ tiến hành tiếp Chiến dịch Khalkhin Gol.

## Chiến dịch Khalkhyn Gol
Chiến dịch Khalkhyn Gol (trong một số tài liệu gọi là sông Halhin) còn đọc là: Chiến dịch Khan-khin Gôn là trận giao tranh nhưng không tuyên bố trong chiến tranh biên giới Xô – Nhật năm 1939. Tên trận đánh được đặt theo tên dòng sông Khalkhyn Gol chảy qua chiến trường. Trong tiếng Nhật, nó có tên là Sự kiện Nomonhan hay sự kiện Nặc Môn Khâm, tên một ngôi làng gần biên giới giữa Mông Cổ và Mãn Châu quốc.
Một số đã gọi cuộc xung đột này là Chiến tranh biên giới Xô – Nhật (1939) hoặc gọi tắt là Chiến tranh Xô – Nhật, nhưng không nên nhầm lẫn với trận đánh năm 1945 khi Liên Xô tuyên chiến với Nhật để hỗ trợ Đồng Minh và mở Chiến dịch Bão tháng Tám.

## Hiệp ước Xô – Nhật
Do hậu quả của việc Nhật thất bại trong trận Khalkhin Gol, Nhật Bản và Liên Xô đã ký một hiệp ước trung lập vào ngày 13 tháng 4 năm 1941.
Sau đó vào năm 1941, Nhật Bản đã cân nhắc đến việc hủy bỏ hiệp ước khi Đức Quốc xã phát động cuộc tấn công Liên Xô (Chiến dịch Barbarossa) vào lúc bắt đầu cuộc Chiến tranh giữ nước vĩ đại, nhưng cuối cùng họ vẫn quyết định tôn trọng nó và chuyển hướng vào cuộc chiến xâm lược Đông Nam Á và Thái Bình Dương mà chắc chắn sẽ đối mặt với Hoa Kỳ. Nhiều sử gia Liên Xô cho rằng việc thất bại trong chiến dịch Khalkhin Gol đã khiến Nhật từ bỏ kế hoạch xâm lược Liên Xô cùng với Đức Quốc xã, cho dù đã cùng tham gia vào hiệp ước ba bên của phe Trục.[a][b][c]
Ngày 5 tháng 4 năm 1945, Liên Xô đơn phương tuyên bố sẽ không gia hạn Hiệp ước Trung lập khi nó hết hạn vào ngày 13 tháng 4 năm 1946. Bốn tháng sau, ngày 9 tháng 8 năm 1945, trước khi Hiệp ước hết hạn, Liên Xô tuyên chiến với Nhật Bản khiến cho họ hết sức bất ngờ. Chiến dịch Mãn Châu được tung ra một giờ sau khi tuyên chiến.

## Trong văn hóa quần chúng
Xung đột trong Thế chiến thứ 2 giữa Nhật và Liên Xô được thể hiện với vai trò là cốt truyện chủ đạo trong bộ phim do Hàn Quốc sản xuất với tựa đề My way (tựa tiếng Việt là: Chặng đường tôi đi), trong bộ phim này, chiến dịch Khalkin Gol được miêu tả lại.